# Claudio Guerrini

Claudio Guerrini alla Mostra internazionale d'arte cinematografica di Venezia nel 2019

Claudio Guerrini (Roma, 27 marzo 1972) è un conduttore radiofonico e conduttore televisivo italiano.

## Biografia
Inizia la sua carriera come deejay in discoteche e piccole emittenti radiofoniche romane. In breve tempo arriva a condurre programmi in network radiofonici nazionali, prima a Rai Radio 1, poi a Radio Subasio, Radio Kiss Kiss e RTL 102.5. Nel 1998 inizia la collaborazione con RDS, nella quale è tuttora protagonista. 
Dagli anni 2000 cominciano le sue apparizioni in tv, inizialmente come opinionista in alcuni talent, tra cui Star Academy (Italia) e X-Factor su Rai 2. Diventa voce narrante di molte trasmissioni, come Chef per un giorno su LA7, Paint Your Life su Real Time, e Alle falde del Kilimangiaro su Rai 3. 
Nel 2007 presenta il tour ufficiale di Vasco Rossi negli stadi italiani, ruolo che ricoprirà fino al 2019. Nel 2010 conduce i format internazionali Takeshi's Castle e Sport Attack, in onda sulla tv GXT.
Nel 2012 presenta su Rai 5 insieme a Cecilia Dazzi il programma Tutto in 48 ore, sfida tra giovani registi nella realizzazione di un cortometraggio in soli due giorni.
Dal 2013 al 2016 affianca su RDS Rosaria Renna nella fascia pomeridiana, quindi conduce dal PalaPanini di Modena la International Roller Cup, evento internazionale dedicato agli sport sui pattini, trasmesso negli Stati Uniti su ESPN America e in Italia su Sport Due.
Nel 2014 è inviato e attore nelle candid camera del programma Salute - Istruzioni per l'uso sull'emittente Gold TV. In estate conduce il Festival Ballet, contest nazionale di danza, sempre su Gold TV. È sul palco di piazza Plebiscito a Napoli, davanti a 100.000 persone, per animare il Nutella day, evento celebrativo dei primi 50 anni dello storico marchio alimentare italiano. A dicembre presenta la serata finale di Miss Universo Italia. Esordisce sul grande schermo recitando una parte nel film Un Natale stupefacente diretto da Volfango De Biasi. 
Nel 2015 torna a condurre il Festival Ballet su Gold TV e la International Roller Cup su Fox Sports (Italia). 
Nel 2016 è ospite e opinionista a Estate in diretta e La vita in diretta su Rai 1 e conduce il concorso nazionale di bellezza Miss Monnalisa.
È tra i protagonisti, con Laura Barriales, Alvin e Petra Loreggian, dell'evento musicale Tim Party al PalaLottomatica di Roma. Conduce con Manila Nazzaro e Carolina Rey la rassegna cinematografica Le Giornate del Cinema di Maratea. Dal dicembre dello stesso anno, dopo l'uscita di Rosaria Renna da RDS, la sua nuova partner è Roberta Lanfranchi, con la quale conduce il Guerrini & Lanfranchi Show in diretta dal lunedì al venerdì alle 15. 
Nel 2017 approda a Rai 1 come inviato della trasmissione Buono a sapersi. Partecipa al talent comico di LA7 Eccezionale veramente e conduce il format Storyboard su Sportitalia. Collabora col magazine Vero firmando la rubrica settimanale di critica televisiva Teleracconto. Il primo luglio 2017 sale sul palco dello storico Modena Park 2017 per presentare il concerto record di Vasco Rossi. Viene riconfermato alla conduzione de Le Giornate del Cinema di Maratea, quindi presenta alcuni eventi alla Mostra internazionale d'arte cinematografica di Venezia.
Nel 2018 è inviato de La prova del cuoco su Rai 1 con Elisa Isoardi, conduce la quinta edizione del Premio Anna Magnani e presenta una nuova edizione del Festival Cinematografico di Maratea. Torna alla Mostra internazionale d'arte cinematografica di Venezia per presentare film e moderare dibattiti. 
Nel 2019 conduce la sesta edizione del Premio Anna Magnani, presenta nuovamente la rassegna cinematografica di Maratea ed è il volto del Tg della Milano Digital Week, notiziario dedicato alle ultime innovazioni tecnologiche.
Nel 2020 esordisce come scrittore con il libro C'era una (prima) volta, pubblicato da Rogiosi Editore. Nella sua opera racconta gli esordi di importanti personaggi dello spettacolo, dello sport e dell'informazione italiana, tra cui Enrico Mentana, Giuliano Sangiorgi, Noemi (cantante), Michele Guardì, Dario Ballantini, Giovanni Malagò e molti altri. A luglio fa il suo esordio sulle reti Mediaset e conduce su La5, insieme all'attrice Crisula Stafida, due edizioni del programma Una nuova vita, dove vip e persone comuni raccontano la loro ripartenza dopo la difficile esperienza del lockdown. Quindi recita in un episodio della sitcom TV Ricci & Capricci sempre su La5. 
Nell'estate 2021 guida la terza serie di Una nuova vita su La5. In ottobre su Rai 2 è inviato del programma Dolce Quiz, in onda il sabato a mezzogiorno. 
Da aprile 2022 conduce la seconda edizione di iBand, talent dedicato ai gruppi musicali, in onda sulla piattaforma Mediaset Infinity.
Il 22 aprile 2023, Giornata della Terra, conduce in diretta su RaiPlay il Concerto per la Terra insieme a Roberta Lanfranchi.
In autunno partecipa al programma di Alessandro Borghese Celebrity Chef su TV8 e vince la puntata contro la collega Francesca Manzini.
A giugno 2024 è ospite speciale nel 'Gran Galà del Sociale - Tulipani di Seta Nera', festival dedicato alla cinematografia sociale (in onda in seconda serata su Rai2), durante il quale legge due monologhi da lui stesso scritti sul ruolo delle donne nella fiction e sul rapporto tra web e cinema. Nel mese di agosto conduce, insieme a Romina Pierdomenico e Reyson Grumelli, il dating show ‘Love Game’, in onda nella seconda serata di Rai2. Il 16 agosto va in onda su Canale 5 Fragili (miniserie televisiva), dove Claudio interpreta un barbone in un piccolo cameo. A settembre conduce da Sanremo UnoJazz&Blues Festival, in onda nella seconda serata di Rai2. Il 28 dicembre conduce con Angela Tuccia su Rai1 'Il Vitti', premio dedicato alla memoria di Monica Vitti.

## Radio
- Rai Radio 1
- Radio Subasio
- Radio Kiss Kiss
- RTL 102.5
- RDS

## Programmi televisivi
- Star Academy (Italia) (Rai 2, 2002) Opinionista
- Chef per un giorno (La7, 2006-2010) Voce narrante
- Paint your life (Real Time, 2006-2013) Voce narrante
- X Factor (Italia) (Rai 2, 2008) Opinionista
- Takeshi's Castle (GXT, 2011) Conduttore dell'edizione italiana
- Tutto in 48 ore (Rai 5, 2012) Conduttore
- International Roller Cup (Nuvolari, Fox Sports, 2013-2016) Conduttore
- Festival Ballet (Gold Tv, Nuvola61, 2014-2016) Conduttore
- Miss Monnalisa  (Nuvola61, 2016) Conduttore
- RDS Academy (Sky, Real Time - 2016-2017) Insegnante
- Storyboard (Sportitalia, 2017) Conduttore
- Eccezionale veramente (La7, 2017)  Backstage
- Buono a sapersi (Rai 1, 2017-2018) Inviato
- La prova del cuoco (Rai 1, 2018-2019) Inviato
- Una nuova vita (La5, 2020-2021) Conduttore
- Dolce Quiz (Rai 2, 2021) Inviato
- iBand (Mediaset Infinity, 2022) Conduttore
- #OnePeopleOnePlanet - Concerto per la Terra (RaiPlay, 2023) Conduttore
- Celebrity Chef (TV8, 2023) Concorrente
- Gran Galà del Sociale - Tulipani di Seta Nera (Rai2, 2024) Ospite
- Love Game (Rai2, 2024) Conduttore
- UnoJazz&Blues Festival (Rai2, 2024) Conduttore
- Il Vitti - Premio Monica Vitti (Rai1, 2024) Conduttore

## Filmografia
- Un Natale stupefacente, di Volfango De Biasi (2014)
- Ricci & Capricci 2, sitcom Mediaset, di Claudio Semboloni (2020)
- Fragili (miniserie televisiva), di Raffaele Mertes (2024)
- Un posto sicuro, regia di Luca Tartaglia (2025)

## Pubblicazioni
- C'era una (prima) volta (Rogiosi Editore, 2020)